# Портрет Рии Мунк III
«Портрет Рии Мунк III» (нем. Bildnis Ria Munk III) — незаконченная картина австрийского художника Густава Климта. Посмертный портрет Марии Мунк (1887—1911), дочери крупного промышленника, советника коммерции Александра Мунка и его супруги Аранки Мунк, меценатов Климта. Относится к позднему, декоративно-экспрессионистскому периоду творчества художника и отражает его увлечение азиатским искусством.

## Описание
В образе романтически мечтательной и слегка меланхоличной девушки, стоящей в профиль, на незаконченном портрете лучше всего проработало обращённое к зрителю лицо с выступающими скулами, миндалевидными карими глазами под тяжёлыми веками и выраженными тёмными бровями, изящной линией носа и улыбающимся ртом. На её шее художник выписал популярное в то время украшение из кружев, тюля или органзы. На портрете обнаруживается типичное для Климта разделение пространства на несколько разных слоёв содержания. Непосредственно за спиной портретируемой находится объёмная пёстрая гора разнообразных из цветов, уже подробно выписанная справа и только намеченная слева от фигуры. По мнению исследовательницы творчества художника Алис Штробль, тюльпаны, розы, пионы, хризантемы, гвоздики и цинерарии у Климта выступают, на китайский манер, символом таких ценностей, как счастье, богатство, красота и благородство. Нежный бело-голубой букет из гиацинтов, который Риа поднесла к лицу, в западноевропейской культуре связан с потусторонним миром, а в китайской культуре означает романтическую любовь. Цветочная гора стоит на фоне жёлтой кулисы, украшенной тыквой с усиками и цветками, несущей пожелание долгих лет семейного счастья. Упорядоченные стилизованные по-китайски и японски графические изображения ниже, в том числе аиста, грибов и цветов, тоже имеют положительный смысл.
Иной смысл заключает в себе изображённое в верхней трети картины, отчасти скрытое фигурой девушки — абстрагированный фрагмент природы, состоящий из беспокойно движущихся, но достаточно хорошо прорисованных форм. Сверху за волосы девушку схватило агрессивное ярко красное существо, возможно, дракон, рядом с ним находятся ещё две зеленоватая и сероватая бушующие структуры. Совершенно чужеродным для картины элементом выглядит грубый разветвлённый и перетянутый корень бело-розового цвета с загнутым вправо концом у правой кромки картины, в котором искусствоведы видят корень мандрагоры, ядовитый «волшебный корень», которому в Средневековье приписывались магические и афродизирующие свойства. По скользкому виду изображённого в воде корня фаллической формы, также напоминающего человеческий эмбрион, предполагается, что Климт писал его, имея перед глазами консервированный в стеклянной банке препарат, который во времена художника был ещё частым экспонатом в аптеках и врачебных кабинетах.
Корень мандрагоры появился на портрете Рии Мунк не случайно. Двадцатичетырёхлетняя Мария Мунк окончила жизнь самоубийством 28 декабря 1911 года, выстрелив себе из пятимиллиметрового револьвера в грудь, из-за несчастной любви к писателю Гансу Гейнцу Эверсу. Рия и Эверс были помолвлены, родители давали за дочь богатое приданое и обещали жениху серьёзную материальную поддержку. Нерешительный Эверс в последний момент передумал жениться и сообщил о своём решении письмом, спровоцировавшим самоубийство. Отношения Рии с писателем не были тайной в венском обществе, и её трагический уход из жизни сразу связали с вышедшим незадолго до этого и якобы ославившим её скандальным романом Эверса «Мандрагора», хотя сама девушка не имела ничего общего с демонической, одержимой сексом главной героиней странной оккультной истории, изложенной в книге. Густав Климт хорошо знал и Рию, и Эверса и для отражения конфликта их миров воспользовался главной темой романа «Мандрагора»: отвратительный корень мандрагоры из своего агрессивного и хаотического пространства, как вредоносный вирус, разрушает гармонию «хорошей» ботаники и разбивает символы счастья. Злобные силы угрожают ничего не подозревающей Рии, следят за ней и уже хватают её за голову. Тема «враждебных сил» встречается ещё в нескольких работах Климта — «Надежде I», «Бетховенском фризе» и «Невесте», но в цветистом портрете Рии Мунк III метафора эверсовского зла так изящно встроена в композицию, что вплоть до истории с реституцией искусствоведы не обращали на неё внимания.

## Реституция
Непосредственно после смерти Рии родители заказали Густаву Климту её портрет в гробу, но позднее решили сохранить дочь в памяти живой и заказали ещё два портрета: первый из них родителям не понравился, и, по одной из версий, художник переделал его в картину «Танцовщица», а второй остался незаконченным. В 1913 году Мунки развелись, и после смерти художника Аранка Мунк выкупила портрет и забрала с собой на виллу в Бад-Аусзе. После аншлюса Австрии в 1938 году 75-летняя Аранка попала под действие распоряжения о принудительной регистрации еврейского имущества. В октябре 1941 года Аранку Мунк вместе с младшей дочерью Лолой депортировали в Лодзь, где они вскоре погибли. Её художественная коллекция и мебель были заявлены «пришедшими в негодность», а в действительности были разворованы. После войны в 1952 году муниципальный совет Линца принял решение о приобретении коллекции Вольфганга Гурлитта, арт-дилера и галериста, с 1940 года проживавшего в Бад-Аусзе и удачно скупавшего при национал-социалистах «художественный конфискат». Хотя городские власти знали, что произведения Климта в коллекции Гурлитта имеют законных еврейских владельцев, сделка была оформлена в 1956 году.
В 2005 году борьбу за реституцию портрета Рии Мунк III из линцского музея «Лентос», от имени законных наследников начал адвокат Альфред Нолль, признанный специалист в этой области. В музее картина всё послевоенное время проходила исключительно как «Портрет дамы». Установить личность портретируемой удалось с помощью племянника Аранки Мунк Эриха Ледерера, сына Серены Ледерер. Свидетельские показания под присягой дал также внук управляющего виллы Мунков, который лично видел портрет в их доме. Рассмотрев требование, город Линц отказался вернуть картину, ссылаясь на то, что в обстоятельствах её приобретения не обнаружено признаков объективной стороны преступного деяния, обязывающих произвести реституцию, а Мунки возможно и владели портретом, но другим, в гробу. Специалисту по провенансу Софи Лилли удалось доказать, что тот портрет Мунки подарили другу, скульптору Йозефу Хою, потому что Аранке было слишком тяжело его видеть. Тем не менее, муниципальные чиновники Линца продолжали держать оборону, но вскоре столкнулись со вторым требованием о реституции картины «Майский луг» Эмиля Нольде. Оба дела получили огласку в прессе, и под давлением общественного мнения городской совет Линца в конце концов в июне 2009 года принял решение о передаче портрета законным наследникам, проживающим в Австрии, Германии, Бельгии, Великобритании и США. 23 июня 2010 года портрет Рии Мунк III был продан на аукционе «Кристис» в Лондоне за 18,8 млн фунтов (приблизительно 22,67 млн евро). Владельцем портрета стал британский миллиардер Джо Льюис, который в 2015 году приобрёл ещё один женский портрет кисти Климта — Гертруды Лёв. Некоторое время портрет демонстрировался в Метрополитен-музее.

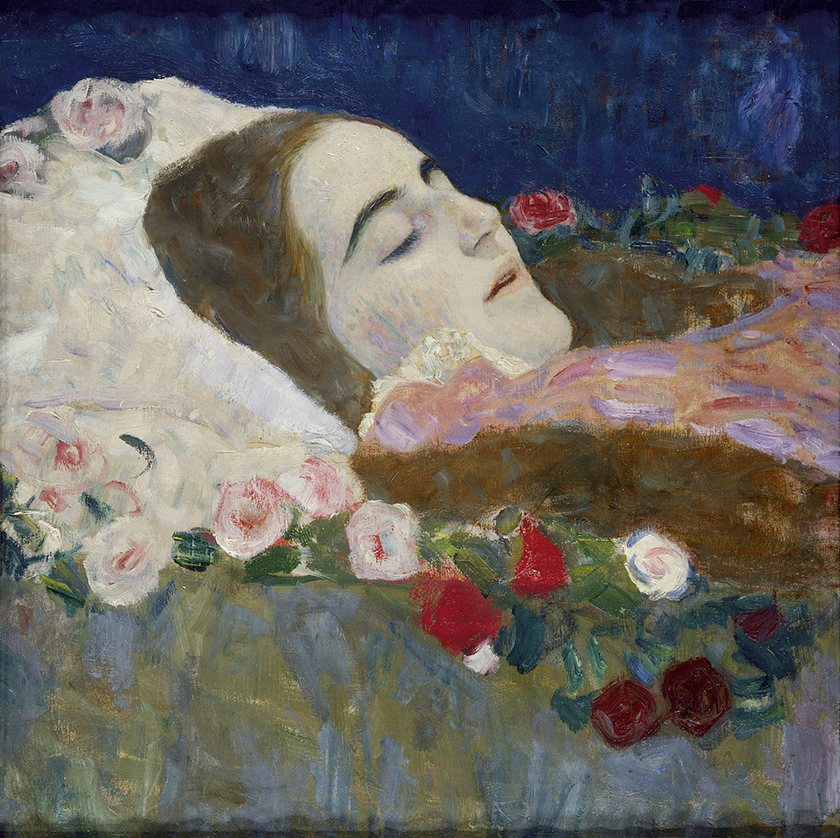
Портрет Рии Мунк на смертном одре. 1911. Частное собрание
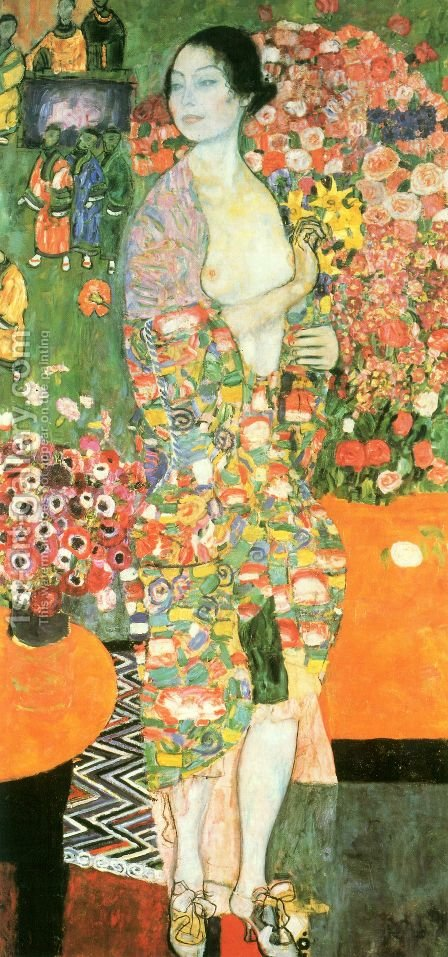
Танцовщица (Портрет Рии Мунк II). 1917. Частное собрание